# William Prout
William Prout (Horton, Gloucestershire, 1785. január 15. – London, 1850.április 9.) angol kémikus, orvos. Életművének legmaradandóbb tétele az atomok oszthatóságának feltételezése.

## Élete, munkássága
17 éves koráig papnak készült, majd a természettudományok felé fordult és egyetemre ment. Orvosdoktorként végzett. Londonban praktizált, és közben szerteágazó természettudományos (főleg élettani) kutatásokkal próbálkozott.
Ő fedezte fel, hogy a gyomorsav sósavat is tartalmaz, és azt sikeresen desztillálta belőle. Megállapította, hogy a táplálkozás, illetve emésztés lényege a természetes úton kialakult szerves vegyületek kémiai átalakulása. Megállapította a tápanyagok fő kategóriáit:
- fehérjék,
- szénhidrátok,
- zsírok.

Ezeket a kategóriákat és elnevezéseiket máig használjuk.
Legnagyobb eredményét a fizikai kémiában érte el az atomok oszthatóságának kimondásával. Abból, hogy az általa ismert atomsúlyok a hidrogén atomsúlyának közel egész számú többszörösei voltak, 1815-ben arra következtetett, hogy a hidrogéné a legegyszerűbb atom, és a többi elem atomjai hidrogénatomokból állnak össze — a hidrogénatomok „a világmindenség első és utolsó építőkövei”. Ez az elképzelés sokaknak tetszett, mégis feledésbe merült. Abban az időben ugyanis még nem tudtak az izotópokról, és amikor J. J. von Berzelius egy sor elemről kimutatta, hogy atomsúlyaik távol állnak a hidrogén atomsúlyának egész számú többszöröseitől, ezt a Prout-hipotézis cáfolatának értelmezték.

## Fordítás
Ez a szócikk részben vagy egészben  a   William Prout című angol Wikipédia-szócikk ezen változatának fordításán alapul.  Az eredeti cikk szerkesztőit annak laptörténete sorolja fel. Ez a jelzés csupán a megfogalmazás eredetét és a szerzői jogokat jelzi, nem szolgál a cikkben szereplő információk forrásmegjelöléseként.